# Gabriel Baptista de Simas
Gabriel Baptista de Simas (São Roque do Pico, 28 de Maio de 1890 — Horta, 1 de Maio de 1966) foi um professor liceal e político, que entre outras funções foi reitor do Liceu da Horta, administrador do concelho de São Roque do Pico, presidente da Junta Geral e governador civil do Distrito da Horta.

## Biografia
Gabriel Baptista de Simas nasceu no lugar de São Miguel Arcanjo no concelho de São Roque do Pico, localidade onde concluiu o ensino primário. Em 1902 matriculou-se no Liceu da Horta, na ilha do Faial, estabelecimento onde concluiu o ensino secundário. Matriculou-se seguidamente no Curso Superior de Letras, em Lisboa, tendo concluído os estudos em 1913.
Concluído o curso, regressou á ilha do Faial, sendo nomeado professor provisório de Francês no Liceu da Horta. Para se efectivar no ensino, foi sucessivamente colocado no Liceu Nacional do Funchal, no Liceu Nacional de Beja e, finalmente, em 1920 novamente no Liceu Nacional da Horta, agora como professor efectivo. No Liceu da Horta iniciou uma carreira que durarai 40 anos como professor de língua francesa. Como professor, distinguiu-se pela sua vasta cultura, aprumo moral e profissional e, apesar do seu trato cativante, pela sua personalidade austera. Foi nomeado reitor do Liceu, cargo que exerceu de 1 de dezembro de 1923 e 21 de fevereiro de 1925. 
Envolveu-se na política activa, como republicano. Em 1914, foi nomeado administrador do concelho de São Roque do Pico. Foi nomeado pelos governos da Primeira República como governador civil do Distrito da Horta. Foi nomeado pela primeira para aquele cargo em 2 de fevereiro de 1921, mas, dada a instabilidade política crónica da Primeira República, foi logo substituído por Manuel Francisco Neves Júnior em 30 de maio daquele ano. Voltou a ser nomedo em 25 de outubro daquele mesmo ano, substituindo Manuel Francisco Neves Júnior, cessando funções a 3 de março de 1922.
Após o Golpe de 28 de Maio de 1926 passou a ser visto como opositor ao regime da Ditadura Nacional. Em consequência, foi desterrado para a ilha Terceira, por ordem do governador civil José Gomes Ferreira Soares de Mesquita, o que provocou indignação geral na ilha do Faial. Igual sorte teve o seu colega e amigo Manuel José da Silva, que o acompanhou no exílio em Angra do Heroísmo.
Acabaria por se reconciliar com o regime do Estado Novo e em 1942 foi nomeado presidente da Junta Geral do Distrito Autónomo da Horta, instituição recém-criada pela extensão do regime autonómico ao Distrito da Horta. Durante este seu mandato foi adquirida a propriedade denominada Quinta de São Lourenço, hoje sede do Jardim Botânico do Faial e dos serviços de agricultura da ilha do Faial. Também foi presidente da direcção do Grémio da Lavoura da Horta.
Uma oração de sapiência que pronunciou na qualidade de professor decano aquando da sessão solene comemorativa do 1.º centenário do Liceu da Horta é considerada uma contribuição importante para a história daquele Liceu, tendo sido incluída no livro comemorativo da efeméride.